# Joe Fagan
Joe Fagan (Liverpool, 12 de março de 1921 – Liverpool, 30 de junho de 2001) foi um treinador de futebol mais conhecido por ter treinado o Liverpool F.C. de 1983 a 1985. Ele treinou o time que venceu a quarta Copa dos Campeões da Europa do Liverpool, em 1984. Morreu em 2001, com 80 anos, após estar doente por muito tempo.

## Títulos
Liverpool
- Copa da Liga Inglesa: 1983—84
- Campeonato Inglês: 1983—84
- Liga dos Campeões da UEFA: 1983—84

## Campanhas de destaque
Liverpool
- Supercopa da Inglaterra: 1983 (2° lugar)
- Supercopa da Inglaterra: 1984 (2° lugar)
- Copa Intercontinental: 1984 (2° lugar)
- Supercopa da UEFA: 1984 (2° lugar)
- Campeonato Inglês: 1984—85 (vice-campeão)
- Liga dos Campeões da UEFA: 1984—85 (vice-campeão)